# Jacqueline Noonan
Jacqueline Anne Noonan (* 28. Oktober 1928 in Burlington, Vermont; † 23. Juli 2020) war eine amerikanische Kinderkardiologin, die insbesondere für die Charakterisierung einer genetischen Erkrankung bekannt ist, die heute als Noonan-Syndrom bezeichnet wird. Sie war auch die Erstbeschreiberin des hypoplastischen Linksherz-Syndroms.

## Leben
Noonan studierte Chemie am Albertus Magnus College und Medizin an der University of Vermont. Ab 1956 arbeitete sie an der University of Iowa. 1961 wechselte Noonan an die medizinische Fakultät der University of Kentucky, wo sie über vierzig Jahre lang tätig war. Als erste Kinderkardiologin stellte sie fest, dass Kinder mit einer seltenen Art von Herzfehler, der so genannten Pulmonalklappenstenose, oft ein charakteristisches körperliches Erscheinungsbild mit kleiner Statur, Pterygium colli, weit auseinander liegenden Augen und tief angesetzten Ohren aufwiesen. Sie stellte 1962 ihre erste Arbeit zu diesem Thema vor, und nach mehreren weiteren Arbeiten und Anerkennungen wurde die Erkrankung 1971 offiziell als Noonan-Syndrom bezeichnet. In ihrem Namen wurde ein Stiftungslehrstuhl für pädiatrische Forschung eingerichtet. Sie verstarb am 23. Juli 2020 im Alter von 91 Jahren.